# Anna Lazzarini
Anna Lazzarini (Milano, ...) è una disegnatrice e illustratrice italiana.
Effettua gli studi nel campo del fumetto alla Scuola del Fumetto di Milano. A partire dal 1996 collabora con la Sergio Bonelli Editore, per cui realizza diverse storie di Legs Weaver e Agenzia Alfa. Nel 2001, sempre per la Bonelli, disegna l'albo numero 10 di Gregory Hunter, mentre nel 2005 il secondo e dodicesimo albo della miniserie Brad Barron. Suoi sono anche i disegni la storia principale dell'albo "maxi" numero 12 (ultimo) della miniserie Greystorm.
Come illustratrice ha collaborato alla realizzazione di diverse versioni delle carte dei Tarocchi per Lo Scarabeo Edizioni.
Il primo volume della collana Quaderni d'autori, realizzata a cura di Davide Barzi da Epierre, presentato a Cartoomics 2001 (edizione che ha come tema le donne nel fumetto), è dedicato ad una reciproca intervista doppia tra Lina Buffolente, prima disegnatrice di fumetti europea, ed Anna Lazzarini, a rappresentare le giovani disegnatrici.

## Opere
- Davide Barzi (a cura di), Quaderni d'autori - n.01 (Lina Buffolente - Anna Lazzarini), If Edizioni, 2001, ISBN 978-88-524-0011-7.
- Paola Barbato (testi), Anna Lazzarini (disegni); I sogni dei morti, in Le storie n. 40, Sergio Bonelli Editore, gennaio 2016.
- Art Book edito dalla Cut-Up Publishing “WOMAN” nel 2019
- ”La Cautela dei Cristalli” Graphic Novel Sergio Bonelli ed.